# نجمة و حمران، قنا
نجمه و حمران (به عربی: النجمة والحمران)، روستایی از توابع شهرستان ابو تشت در استان قنا و کشور مصر است.

## جمعیت
براساس سرشماری سال ۲۰۰۶ مصر، جمعیت آن ۱۲۲۸۱ نفر(۶۱۲۸ مرد و ۶۱۵۳ زن) بوده‌است.